# Ilha do Veiga
A Ilha do Veiga, também conhecida como Ilha Araújo de Fora, esta localizada na baía de Babitonga, no litoral sul brasileiro, ao norte do estado de Santa Catarina, entre as cidades de São Francisco do Sul e Joinville.
Localização
A ilha Araujo de Fora se encontra nas coordenadas:
- Latitude: 26º 16' 00.61" S
- Longitude: 48º 39' 49.60" O